# Alepia truncata
Alepia truncata är en tvåvingeart som beskrevs av Bravo, Lago och Castro 2004. Alepia truncata ingår i släktet Alepia och familjen fjärilsmyggor. Inga underarter finns listade i Catalogue of Life.